# پرویز ابوطالب
پرویز ابوطالب (زادهٔ ۱۶ اردیبهشت ۱۳۲۱ در محله چهارراه مختاری تهران – درگذشته ۲۰ خرداد ۱۳۹۹) بازیکن و مربی پیشین فوتبال اهل کشور ایران بود. بازیکن، مربی، تئوریسین فوتبال و پیشتاز در امر فراگیری فوتبال آمیخته با علم و همچنین یکی از سه مربی ایرانی که برای نخستین بار حضور در کلاس مربیگری فیفا را تجربه کرده‌اند.  پرویز ابوطالب سال‌ها به سازمان فوتبال تاج و فوتبال ایران (تحت عنوان باشگاه‌های دیهیم - پله - بوتان) خدمت نمود و تیمهای ملی ایران را در مواقع مختلف، به‌ویژه در ردهٔ فوتبال پایه (نوجوانان و جوانان) هدایت کرده‌است. ایشان دارای دو فرزند به نام‌های پله و سله بود که نام پله را به دلیل ارادت به پله، اسطوره برزیلی جهان فوتبال انتخاب کرده بود. ابوطالب در ۲۰ خرداد ۱۳۹۹ درگذشت.

## دوران باشگاهی
ایشان دبیرستان خود را در رشته حسابداری مدرسه وحید گذراند. فوتبال را از ۸ سالگی در زمین‌های خاکی جنوب شهر آغاز کرد. نخستین مربی او رسول مدد نوعی بود؛ ابوطالب با وی از زمین خاکی‌های جنوب شهر تهران به تیم فوتبال جوانان راه‌آهن رفت و سپس به باشگاه دیهیم (زیر مجموعه باشگاه تاج) که در دسته دوم فوتبال تهران فعالیت داشت پیوست. حضور او در تیم دیهیم با صعود آنها به دسته یک و سپس کسب عنوان شگفت‌انگیز دومی دسته یک تهران در سال ۱۳۳۹همراه شد. زوج جوان پرویز ابوطالب و کرم نیرلو در آن سال زوج موفقی را تشکیل داده بودند که به نتایج درخشان تیم دیهیم انجامید و همین امر باعث شد تا هر دو بازیکن سال بعد به تیم اصلی تاج راه یابند.

## کلاس مربی‌گری
در اواخر دهه ۶۰ میلادی، فیفا تعدادی از مدرسان درجه یک را جهت آموزش مربیان آماتور به اقصی نقاط جهان فرستاد تا با برگزاری کلاسهای توجیهی و آموزشی، موجب گسترش فوتبال حرفه‌ای باشند. دتمار کرامر (مدرس و مربی صاحب‌نام آلمانی) برای منطقه آسیا انتخاب شد و او نخستین دوره کلاسهای مذکور را در تابستان سال ۴۸ در کشور ژاپن برگزار نمود. با نظر فدراسیون فوتبال ایران سه بازیکن، که به دوران بازنشستگی نزدیک شده بودند جهت اعزام به ژاپن انتخاب شدند: محمد رنجبر، حشمت مهاجرانی و پرویز ابوطالب. دوره مذکور در دانشگاه ورزش توکیو برگزار شد و از میان سه فرد مذکور تنها آن‌که با نمرات عالی فارغ‌التحصیل شد پرویز ابوطالب بود. در بازگشت از توکیو تیم ملی بزرگسالان ایران به محمد رنجبر و تیم ملی جوانان نیز به پرویز ابوطالب سپرده شد. وی در سال ۱۳۷۵ کتاب آموزش مربی‌گری تحت عنوان فن‌وهنر فوتبال پیشرفته تألیف نموده‌ند.

## دوران مربیگری
ابوطالب به همراه برادر خود، امیر ابوطالب مربی‌گری را در تیم‌های راه‌آهن و دیهیم (که بعدها به نام پله و سپس بوتان تغییر نام داد) آغاز کردند و بیشتر زمان مربی‌گری آنها توامان بود. البته مربی‌گری دیهیم (بوتان) بیشتر با پرویز و مربی‌گری راه‌آهن بیشتر با امیر ابوطالب بود. نخستین تجربه مربیگری او در سال ۱۳۴۵ بود. وی هم‌زمان با بازی در تیم تاج، به صورت پاره‌وقت مربی تیم جوانان راه‌آهن در دسته ۲ باشگاه‌های تهران شد. ابوطالب مربی‌گری حرفه‌ای را از سال ۱۳۴۷ با تیم دیهیم (از خانواده تاج) آغاز کرد و سال‌ها مربی این تیم بود. وی هم‌زمان با مربی‌گری در عرصه باشگاهی، در مقاطعی مربی‌گری تیم‌های ملی جوانان و بزرگسالان را نیز پذیرفت.

## افتخارات

### به عنوان بازیکن

#### باشگاهی

##### دیهیم
- دسته دوم باشگاه‌های تهران: ۱۳۳۸